# 荻原友寿
荻原 友寿（おぎわら ともひさ、生没年不詳）は、江戸時代の旗本。八王子千人同心9人の千人頭の一家、千人頭荻原家10代目。剣術は太平真鏡流。